# Турдинула темна
Турдину́ла темна (Gypsophila crispifrons) — вид горобцеподібних птахів родини Pellorneidae. Мешкає в М'янмі і Таїланді. Gypsophila annamensis і Gypsophila calcicola раніше вважалися підвидами темної турдинули, однак були визнані окремими видами у 2020 році.

## Поширення і екологія
Темні турдинули мешкають в горах на південному сході М'янми та на заході Таїланду. Вони живуть у вологих гірських і рівнинних тропічних лісах. Зустрічаються на висоті до 2135м над рівнем моря.